# 50 façons de (presque) tuer sa mère
50 façons de (presque) tuer sa mère est une série documentaire qui est diffusée sur la chaîne de télévision britannique, Sky1 à partir du 25 août 2014.
Baz Ashmawy est adepte de sensations fortes, il a fait le tour du monde pour rechercher des expériences incroyables. Il est accompagné de sa mère Nancy Ashmawy, 70 ans. Baz a voulu partager avec elle, ces moments uniques et terrifiants.
En France, le documentaire est présenté par Alex Goude et sa mère Revca Goude, par une vidéo avant et après le documentaire, où il fait une expériences extrêmes, avec sa mère, inspiré de Baz.
Le documentaire est diffusé en France à partir du 27 décembre 2014 sur la chaîne 6ter.

## Émissions

### Saison 1 (2005)
| Numéro d'épisode | Titre original/Lieu | Titre français             | Date de diffusion au Royaume-Uni | Date de diffusion en France |
| ---------------- | ------------------- | -------------------------- | -------------------------------- | --------------------------- |
| 01               | LA/Vegas            | Épisode 1 (Las Vegas)      | 25 août 2014                     | 27 décembre 2014            |
| 02               | Morocco             | Épisode 2 (Maroc)          | 1er septembre 2014               | 27 décembre 2014            |
| 03               | Florida             | Épisode 3 (Floride)        | 8 septembre 2014                 |                             |
| 04               | Thailand            | Épisode 4 (Thailande)      | 15 septembre 2014                |                             |
| 05               | South Africa        | Épisode 5 (Afrique du Sud) | 22 septembre 2014                |                             |
| 06               | Cambodia            | Épisode 6 (Cambodge)       | 29 septembre 2014                |                             |

## Adaptation
Le format de l'émission est adapté au Canada en 2021. L'animatrice Anaïs Favron et sa mère Denise participent à une foule d'activités hautes en couleur et en émotions à travers les provinces du Québec et de l'Ontario, dans une série de 10 épisodes diffusés sur la chaîne francophone canadienne Unis TV. 